# Coppa Ronchetti
La Coppa Ronchetti (precedentemente nota come Coppa Europea Liliana Ronchetti) è stata una competizione di pallacanestro internazionale per club femminili, organizzata annualmente dalla FIBA dal 1972 al 2002. Nelle prime tre edizioni il torneo si chiamava Coppa delle Coppe.
È stata la seconda competizione internazionale europea, dopo la Coppa dei Campioni (più tardi rinominata Eurolega). Nel 2002 la FIBA ha deciso di sostituirla con l'Eurocoppa.

## Albo d'oro
| Stagione          | Sede Finali                  | Vincitrice                              | Contendente                            | Andata       | Ritorno      |
| Coppa delle Coppe |                              |                                         |                                        |              |              |
| 1971-72 dettagli  | finale disputata in due gare | Spartak Leningrado Unione Sovietica     | Voždovac Belgrado Jugoslavia           | 84-63        | 86-61        |
| 1972-73 dettagli  | finale disputata in due gare | Spartak Leningrado Unione Sovietica     | Slavia VŠ Praga Cecoslovacchia         | 64-55        | 76-37        |
| 1973-74 dettagli  | finale disputata in due gare | Spartak Leningrado Unione Sovietica     | GEAS Sesto San Giovanni Italia         | 68-58        | 57-65        |
| Coppa Ronchetti   |                              |                                         |                                        |              |              |
| 1974-75 dettagli  | finale disputata in due gare | Spartak Leningrado Unione Sovietica     | Levski Sofia Bulgaria                  | 64-59        | 79-54        |
| 1975-76 dettagli  | finale disputata in due gare | Slavia VŠ Praga Cecoslovacchia          | Industromontaža Zagreb Jugoslavia      | 68-51        | 73-78        |
| 1976-77 dettagli  | Roma Italia                  | Spartak Mosca Unione Sovietica          | Mineur Pernik Bulgaria                 | 97-54        | 97-54        |
| 1977-78 dettagli  | Haskovo Bulgaria             | Levski Sofia Bulgaria                   | Slovan ChZJK Bratislava Cecoslovacchia | 50-49        | 50-49        |
| 1978-79 dettagli  | Yambol Bulgaria              | Levski Sofia Bulgaria                   | DFS Maritsa Plovdiv Bulgaria           | 70-69        | 70-69        |
| 1979-80 dettagli  | Pernik Bulgaria              | Montmontaža Zagreb Jugoslavia           | DFS Maritsa Plovdiv Bulgaria           | 82-76        | 82-76        |
| 1980-81 dettagli  | Roma Italia                  | Spartak Mosca Unione Sovietica          | Montmontaža Zagreb Jugoslavia          | 95-63        | 95-63        |
| 1981-82 dettagli  | Linz Austria                 | Spartak Mosca Unione Sovietica          | Královopolská Brno Cecoslovacchia      | 89-68        | 89-68        |
| 1982-83 dettagli  | Mestre Italia                | Budapest SE Ungheria                    | Spartak Mosca Unione Sovietica         | 83-81 (d2ts) | 83-81 (d2ts) |
| 1983-84 dettagli  | Budapest Ungheria            | Bata Roma Italia                        | Budapest SE Ungheria                   | 69-59        | 69-59        |
| 1984-85 dettagli  | Viterbo Italia               | CSKA Mosca Unione Sovietica             | SISV Bata Viterbo Italia               | 76-64        | 76-64        |
| 1985-86 dettagli  | Barcellona Spagna            | ŽBK Dinamo Novosibirsk Unione Sovietica | Budapest SE Ungheria                   | 81-58        | 81-58        |
| 1986-87 dettagli  | Wittenheim Francia           | Daugava Rīga Unione Sovietica           | B.F. Deborah Milano Italia             | 87-80        | 87-80        |
| 1987-88 dettagli  | Atene Grecia                 | Dynamo Kiev Unione Sovietica            | B.F. Deborah Milano Italia             | 100-83       | 100-83       |
| 1988-89 dettagli  | Firenze Italia               | CSKA Mosca Unione Sovietica             | B.F. Deborah Milano Italia             | 92-86        | 92-86        |
| 1989-90 dettagli  | finale disputata in due gare | Primizie Parma Italia                   | Jedinstvo Aida Tuzla Jugoslavia        | 79-54        | 71-77        |
| 1990-91 dettagli  | finale disputata in due gare | Gemeaz Cusin Milano Italia              | Como Jersey Italia                     | 94-76        | 58-69        |
| 1991-92 dettagli  | finale disputata in due gare | Estel Vicenza Italia                    | Libertas Trogylos Priolo Italia        | 78-67        | 76-69        |
| 1992-93 dettagli  | finale disputata in due gare | Lavezzini Parma Italia                  | TS Olimpia Poznań Polonia              | 91-62        | 71-70        |
| 1993-94 dettagli  | finale disputata in due gare | Ahena Cesena Italia                     | Lavezzini Basket Parma Italia          | 78-65        | 66-68        |
| 1994-95 dettagli  | finale disputata in due gare | CJM Bourges Basket Francia              | Lavezzini Basket Parma Italia          | 56-47        | 56-53        |
| 1995-96 dettagli  | finale disputata in due gare | Tarbes Gespe Bigorre Francia            | Sport Club Alcamo Italia               | 81-63        | 82-63        |
| 1996-97 dettagli  | finale disputata in due gare | CSKA Mosca Russia                       | Lavezzini Basket Parma Italia          | 72-54        | 71-59        |
| 1997-98 dettagli  | finale disputata in due gare | Gysev Ringa Sopron Ungheria             | ASPTT Aix-en-Provence Francia          | 70-65        | 72-70        |
| 1998-99 dettagli  | finale disputata in due gare | Caja Rural Las Palmas Spagna            | Yes Ramat Hasharon Israele             | 72-79        | 64-54        |
| 1999-00 dettagli  | finale disputata in due gare | Lavezzini Parma Italia                  | Caja Rural Las Palmas Spagna           | 64-60        | 63-56        |
| 2000-01 dettagli  | finale disputata in due gare | Famila Schio Italia                     | Botasspor Club Adana Turchia           | 75-73        | 87-70        |
| 2001-02 dettagli  | finale disputata in due gare | Famila Schio Italia                     | Tarbes Gespe Bigorre Francia           | 73-69        | 77-74        |

## Vittorie per squadre
| Vittorie | Squadre                | Anni                   |
| 4        | Spartak Leningrado     | 1972, 1973, 1974, 1975 |
| 3        | Spartak Mosca          | 1977, 1981, 1982       |
| 3        | CSKA Mosca             | 1985, 1989, 1997       |
| 3        | Basket Parma           | 1990, 1993, 2000       |
| 2        | Levski Sofia           | 1978, 1979             |
| 2        | Famila Schio           | 2001, 2002             |
| 1        | Sparta VŠ Praga        | 1976                   |
| 1        | Montmontaža Zagreb     | 1980                   |
| 1        | Budapest SE            | 1983                   |
| 1        | Bata Roma              | 1984                   |
| 1        | ŽBK Dinamo Novosibirsk | 1986                   |
| 1        | Daugava Rīga           | 1987                   |
| 1        | Dynamo Kiev            | 1988                   |
| 1        | Gemeaz Cusin Milano    | 1991                   |
| 1        | Estel Vicenza          | 1992                   |
| 1        | Ahena Cesena           | 1994                   |
| 1        | CJM Bourges Basket     | 1995                   |
| 1        | Tarbes Gespe Bigorre   | 1996                   |
| 1        | Gysev Ringa Sopron     | 1998                   |
| 1        | Caja Rural Las Palmas  | 1999                   |